# JPEG Network Graphics
JPEG Network Graphics (Akronym JNG) ist ein Subformat von MNG, das JPEG-Daten enthält.
Das JNG-Dateiformat wurde ursprünglich als Unterformat des MNG-Animationsformates eingeführt, kann jedoch für eigenständige Dateien mit der Endung .jng verwendet werden. Die Version 1.0 der Spezifikation wurde am 31. Januar 2001 veröffentlicht.
Sie ist jedoch keine W3C-Empfehlung oder ISO-Norm.
Anders als JPEG kann JNG jedoch auch einen Transparenzkanal (Alphakanal) speichern, welcher wiederum verlustfrei als 1-, 2-, 4-, 8- oder 16-bittiger PNG-Datenstrom eingebettet werden, oder aber auch aus einem verlustbehafteten 8-bit-JPEG-Datenstrom bestehen kann. Da für die Farbinformationen ein 8- oder 12-bittiger JPEG-Datenstrom abgelegt werden kann, sind letztere natürlich (ebenso wie JPEG) verlustbehaftet – das heißt, bei jedem Speichern gehen durch die Kompression Bildinformationen (und damit Qualität) verloren. Es besteht auch die Möglichkeit, einen 8-bittigen Datenstrom zusammen mit einem 12-bittigen abzulegen, damit Dekodierer, welche die hochwertigeren Informationen nicht verarbeiten können (bzw. wollen), bei Bedarf auf die niedrigwertigeren zurückgreifen können.
JNG bietet einige weitere Verbesserungen wie z. B. Farb- und Gamma-Korrektur, eingebettete Farbprofile, Checksummen für jedes Segment, Metadaten usw. an.
Programme, welche das MNG-Format unterstützen, können in der Regel auch das JNG-Format dekodieren. Konqueror bietet beispielsweise native MNG/JNG-Unterstützung. 
JNG hat keinen registrierten MIME-Typ, inoffiziell wird jedoch image/x-jng benutzt.